# Estação Ferroviária de Aparecida
A Estação de Aparecida é a antiga estação ferroviária do município de Aparecida, no interior do estado de São Paulo, no Brasil. Parte dela é usada atualmente como escritório da MRS e parte é usada pela prefeitura para eventos e cursos.
Faz parte do Ramal de São Paulo da Estrada de Ferro Central do Brasil.

## História

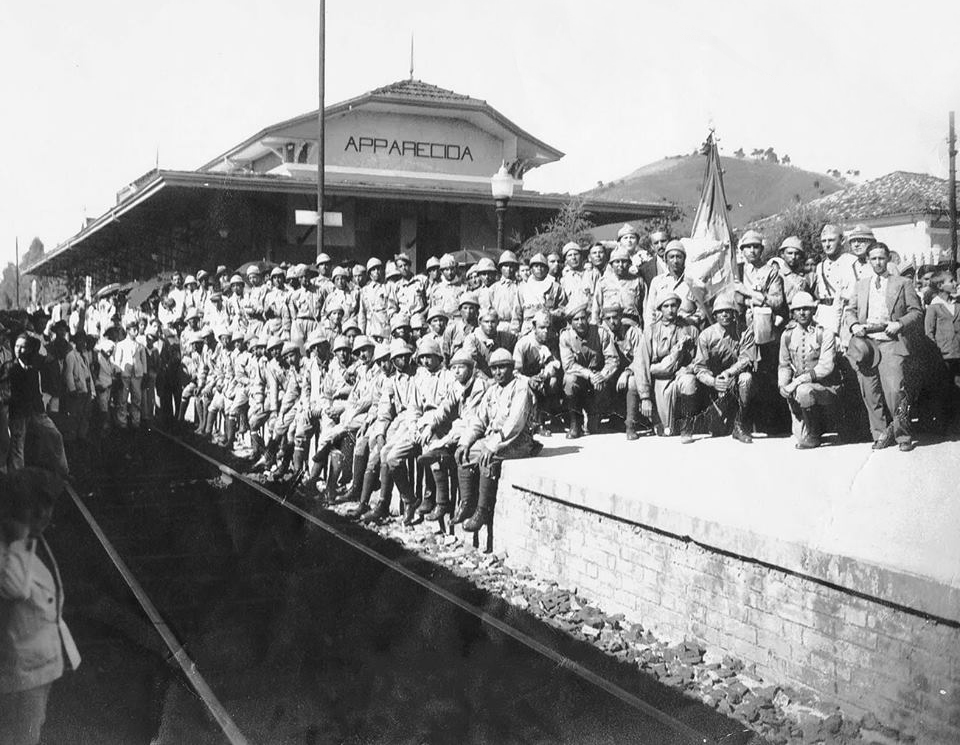
Voluntários paulistas aguardando embarque para o "front" de batalha na estação de Aparecida, durante a Revolução Constitucionalista de 1932.

A edificação foi inaugurada em 1877 pela Estrada de Ferro do Norte, que a controlou até 1890, quando a administradora passou a ser a Estrada de Ferro Central do Brasil (EFCB). Em 1975, trocou de dono novamente, passando a fazer parte da Rede Ferroviária Federal (RFFSA). Atendia aos trens diurnos de longo percurso, que faziam a ligação de São Paulo ao Rio de Janeiro. Inicialmente, foi desativada como parada de embarques e desembarques de passageiros, no final dos anos 1970. Com a concessão das ferrovias no final dos anos 1990, o ramal passou a ser administrado pela MRS.
Uma curiosidade é que o município em que se situa é popularmente conhecido como Aparecida do Norte devido à ferrovia. As pessoas que queriam ir de São Paulo à cidade deveriam tomar o trem na Estação do Norte (atual Brás), e diziam "vou a Aparecida pela Estação do Norte", que acabou encurtado com o passar do tempo para simplesmente "vou a Aparecida do Norte".
Houve, entre 1992 e 1993, um roteiro turístico partindo da Estação da Luz até a Estação de Aparecida operado pela agência turística Da Gente, sob licença da RFFSA. Segundo relatos, se chamava "Trem dos Romeiros", tinha capacidade de até 600 passageiros e sua passagem custava Cr$ 95.000,00.

## Projetos futuros
Há um projeto, também denominado Trem dos Romeiros, cujo objetivo é ligar, por via férrea, São Paulo e Aparecida. Foi ora encabeçado pela CPTM (no início da década de 2010), como novo roteiro de seu Expresso Turístico, ora pela ANPF (nos anos 2020), contando com carros do antigo Trem de Prata a serem restaurados. Os carros em questão encontravam-se em 2021 em Cruzeiro, nas oficinas da ABPF Sul de Minas, na fila de restauro.
A previsão é que o comboio saia da Estação da Luz, no centro da capital, pela manhã e retorne à tarde, aos finais de semana. A viagem deve durar aproximadamente 5 horas por sentido, carregando cerca de 500 passageiros.